# Lettuce
Lettuce ist eine 1992 in Boston gegründete Funkband.

## Geschichte
Die Formation entstand im Sommer 1992, als alle Mitglieder als Teenager an einem Musikprogramm des Berklee College of Music in Boston teilnahmen. Verbunden durch den Einfluss verschiedener Funk-Bands wie Herbie Hancock, Earth, Wind and Fire und Tower of Power fanden sie zusammen und spielten den ganzen Sommer über gemeinsam, bevor sie getrennte Wege gingen.
Im Herbst 1994 trafen sich die Bandmitglieder als Studenten am Berklee College wieder und versuchten, in verschiedenen Jazz-Clubs in Boston aufzutreten. Hierzu gingen sie hinein und fragten, ob sie „uns spielen lassen“ würden, im englischen „let us play“, woraus sich der Name Lettuce entwickelte. Butler spielte anfangs Keyboards mit der Band und dann übernahm Jeff Bhasker die Rolle. Als er ging, stieß Neal Evans dazu.
Sie veröffentlichten ihr erstes Album Outta Here im Jahr 2002, gefolgt von ihrem Live-Album in Tokyo, das 2003 im Blue Note aufgenommen wurde. Es folgten sieben Studio- und ein Livealbum.

## Diskografie

### Studioalben
- Outta Here (2002)
- Rage! (2008)
- Fly! (2012)
- Crush (2015)
- Mt. Crushmore (2016)
- Elevate (2019)
- Resonate (2020)
- Unify (2022)

### Live-Alben
- Live at Blue Note Tokyo (2004)
- Witches Stew (2017)